# Koźmianowie herbu Nałęcz
Koźmianowie herbu Nałęcz – polska rodzina szlachecka i ziemiańska z Lubelszczyzny.
Kożmianowie (pierwotnie Kośmianowie) to stary ród szlachecki, którego obecność na terenie Lubelszczyźnie jest udokumentowana co najmniej od początku XV wieku. Gniazdem rodzinnym Koźmianów była pierwotnie Rzeczyca koło Kraśnika, z czasem przenieśli się na tereny powiatu lubelskiego i ziemi chełmskiej. Do połowy XVIII stulecia zaliczali się do drobnej szlachty. 
Pierwszą znaczącą i szerzej znaną postacią w rodzie był Andrzej Alojzy Koźmian (1746-1796), deputat Trybunału Lubelskiego i sędzia ziemski lubelski, który dzięki małżeństwu z Anną ze Skarbków-Kiełczewskich wszedł w posiadanie znacznego majątku. Był on pomnażany przez jego potomków, właścicieli m.in. majątków Gałęzów, Bystrzyca, Piotrowice, Wola Gałęzowska. Z czasem Koźmianowie uzyskali status jednej z bardziej prominentnych rodzin na Lubelszczyźnie, rodziny, z której wywodziło się wielu intelektualistów, polityków i duchownych.

## Przedstawiciele
- Andrzej Alojzy Koźmian - ziemianin, urzędnik, sędzia.
- Józef Szczepan Koźmian - biskup kujawsko-kaliski, działacz oświatowy, społeczny i polityczny, senator Królestwa Polskiego.
- Kajetan Koźmian - polityk, poeta, jeden z najwybitniejszych przedstawicieli klasycyzmu postanisławowskiego, głośny przeciwnik romantyzmu.
- Andrzej Edward Koźmian - pisarz, działacz polityczny.
- Stanisław Egbert Koźmian - tłumacz, autor przekładów utworów Williama Szekspira.
- Jan Koźmian - duchowny, publicysta i działacz społeczny.
- Zofia z Koźmianów Przewłocka-Goniewska - działaczka społeczno–oświatowa, uczestniczka powstania styczniowego.
- Stanisław Koźmian - polityk konserwatywny, reżyser, krytyk teatralny, publicysta i historyk.